# Irシステム
Irシステムは、赤外線を利用してテレビが録画機器を制御するための送信機、またはそのシステム。Irシステムの"Ir"とは、赤外線を意味する英語「Infrared」の略語。

## 概要
デジタルチューナー（内蔵テレビ）に装備されている「Irシステム端子」に機器付属（各メーカー指定）のIrシステムケーブル（赤外線送信機）を設置・接続し（録画機器側の送信部は付属両面テープでリモートセンサーに近い場所へ貼付）、接続した録画機器のメーカー&リモコン種別設定をデジタルチューナー（内蔵テレビ）側で行うことにより、録画機器側の操作（タイマー予約など）をデジタルチューナー（内蔵テレビ）が一部代行する機能のこと（ただし組み合わせメーカーおよび組み合わせ録画機の製造年により使える録画機能は異なる）。それにより、デジタルチューナー非搭載（でアナログチューナーのみ搭載）の録画機器でも、テレビのチューナーが代行することによりデジタル放送の録画が可能となる。（ただし画質はアナログ放送並のSD画質での録画になる。）
従来の「VTRシステム」「AVコンピュリンク」などとの大きな相違点は「テレビ側からの録画信号を赤外線リモコン信号に変換して録画機のリモコン受光部（リモートセンサー）に送信する」ことである。従来の（録画機側における）Gコードやフリーセット予約は不要で、デジタルチューナーに搭載のGガイドから録画したい番組を瞬時に選択できる。なおソニー製は「AVマウス」、東芝製は「ビデオナビ」という名称をそれぞれ用いている。
なおパナソニックではIrシステム端子を搭載したホームシアターシステム（シアターバー）を発売（SC-HTB10/50/170/580/880がIrシステム端子搭載モデル）。ただしこのシアターバーに搭載されたIrシステム端子は上記録画機能とは異なり、ビエラの前へシアターバーを置いた場合に（シアターバー本体がビエラのリモコン受信部を遮って）ビエラのリモコン操作がしにくくなる場合があるため、ビエラリモコンをシアターバーのリモコン受信部に向けて操作することにより、シアターバーで受信したビエラのリモコン信号を（シアターバーに付属の）Irシステムケーブル経由でビエラのリモコン受信部へ転送する仕組みになっている（赤外線発信部の取り付け位置はビエラリモコン受信部の位置により異なるので、Irケーブル赤外線発信部は付属両面テープを用い、シアターバー本体裏側のビエラリモコン受信部に最も近い位置へ貼り付ける）。ただしメーカー設定機能は無いので「シアターバーによるビエラリモコン信号Ir転送」機能はパナソニック製テレビと組み合わせた場合のみ使用可能（パナソニック以外の他社製テレビには非対応）。

## 近年の動向
現在は従来型アナログ接続より高画質・高音質で録画出来、接続・操作も（従来型アナログ接続より）簡単な「HDMI」連動（ビエラリンクなど）へ移行していることからIrシステムの需要は低下。2010年以降製造の薄型テレビはIrシステム端子を廃止。加えてモニター出力端子も廃止されたため、従来型アナログ録画機によるデジタル放送録画は出来なくなった（現行の薄型テレビは上位モデルにアナログ音声出力端子と光デジタル出力端子が搭載されるのみ）。
さらにBDレコーダーにおいてもアナログAV入力端子は（トリプルチューナー・Wチューナーの）上位モデルにのみ搭載され（シングルチューナーの）普及モデルはアナログAV入力端子非搭載のため、ビデオテープからHDD/BDへダビングする場合は注意が必要（S端子とD端子は2011年モデルを最後に全廃され、現行モデルはコンポジット映像端子のみ搭載）。
さらに2013年以降製造のBDレコーダーは（著作権保護の観点から映像のアナログ伝送を全面禁止とする「新AACS規定」施行に伴い）アナログAV出力端子を廃止し、TV受像機とはHDMIケーブルでしか繋げない機種が大半を占めるようになった（特にパナソニック「DIGA」2013年以降モデルは全機種アナログAV出力端子廃止）。この場合は従来型アナログTV受像機における外付デジタルチューナーとしては使えず、加えてHDMI端子非搭載（主に2005年以前製造）のデジタル3波チューナー内蔵テレビにも繋げない。
かつてはスカパーチューナーもIrシステムを搭載していたが、現在（パナソニックのみが自社生産する形で）発売されているスカパー!プレミアムサービスチューナーはIrシステム非搭載となっており、録画は（ビエラリンクなどの）HDMI連動とUSB-HDDでのみ可（HDMI端子非搭載の従来型アナログ録画機と繋げるスカパープレミアムチューナーは普及モデルの「TZ-HR400P」のみ）。